# Да ли је умро добар човјек?
Да ли је умро добар човјек? је југословенски филм из 1962. године. Режирао га је Фадил Хаџић, а сценарио су писали Фадил Хаџић и Жика Живуловић.
Пензионер Петар ради за банку односно робну кућу, а посао му се састоји у утеривању дугова од грађана. Током обављања свог посла проналази помоћника у симпатичном младићу Микију те га нехотице повезује са девојком Мајом.

## Улоге
| Глумац         | Улога      |
| -------------- | ---------- |
| Радмило Ћурчић | Воћар      |
| Борис Дворник  | Мики       |
| Миле Гатара    | Петар      |
| Мања Голец     | Дијана     |
| Антон Марти    | мађионичар |
| Ана Павић      | Маја       |
| Ђурђа Сегедин  |            |
| Миливоје Томић | Вагнер     |
| Мирко Војковић | фотограф   |